# Anthem (Dokumentarfilm)
Anthem ist ein Dokumentarfilm von Peter Nicks. In dem Film im Format eines Roadmovies reisen der Komponist und Pianist Kris Bowers und der Produzent DJ Dahi durch die USA, um einen neuen Sound zu kreieren, von dem die Nationalhymne des Landes mit dem Titel The Star-Spangled Banner inspiriert sein könnte, wenn sie in der heutigen Zeit geschrieben würde. Sie besuchen Städte wie Nashville und Detroit und treffen sich mit Künstlern, um über ihre Musik zu sprechen. Die Premiere von Anthem erfolgte im Juni 2023 beim Tribeca Film Festival.

## Inhalt

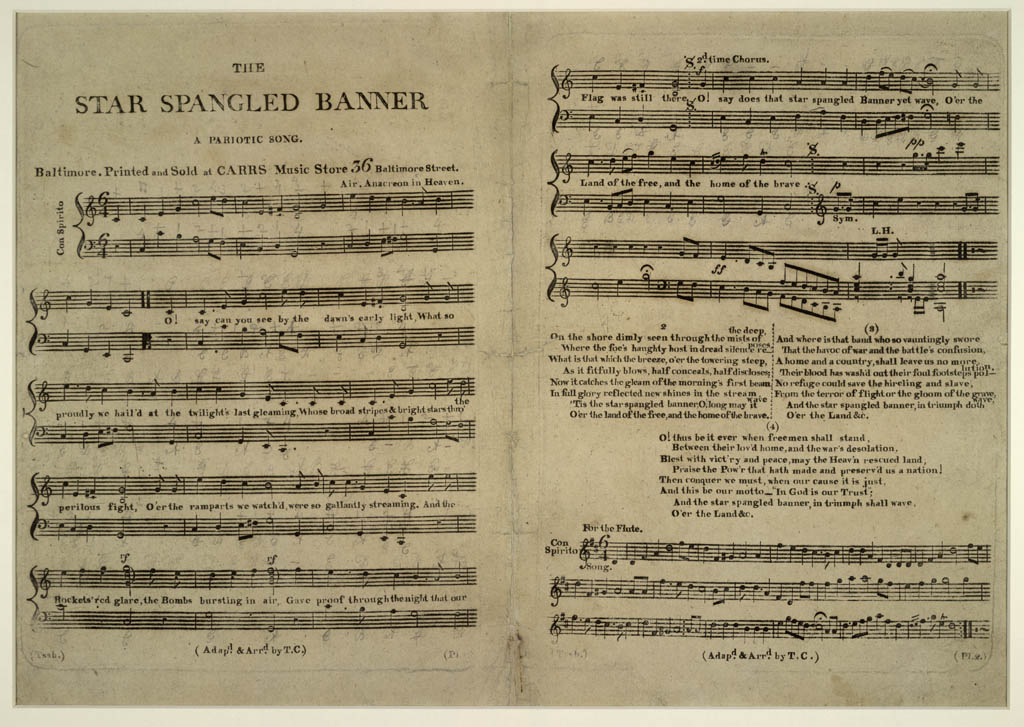
The Star-Spangled Banner ist der Titel der Nationalhymne der USA

Die Nationalhymne der USA mit dem Titel The Star-Spangled Banner, die 1814 geschrieben wurde, basiert auf einer alten britischen Melodie. Der Komponist und Pianist Kris Bowers und der Produzent DJ Dahi reisen durch die USA, um herauszufinden, wie diese Hymne klingen könnte, wenn der Sound auf Musik aus der heutigen Zeit basieren würde.
Ihr Roadtrip führt sie nach Detroit, der Heimat des Motown-Sounds und der Unruhen, nach Clarksdale, dem Geburtsort des Blues, nach Nashville, der Heimat und Hauptstadt des Country, nach New Orleans, wo Jazzbands ein einzigartiges musikalisches Erbe bewahren, nach Tulsa, wo indianische Musiker ihre Geschichte durch Tanz erzählen, und nach San Francisco, wo die lateinamerikanische Kultur gedeiht. In all diesen Städten führen sie Gespräche mit Musikern.

## Produktion

### Zu Wort kommende Musiker und Filmstab
Der US-amerikanische Jazzpianist und Keyboarder Kris Bowers komponierte unter anderem die Musik für die Filme Green Book – Eine besondere Freundschaft, Space Jam: A New Legacy und King Richard und die Netflix-Serie Dear White People. Der Musikproduzent und Grammy-Gewinner DJ Dahi, mit dem sich Bowers im Film auf eine Reise durch die USA begibt, produzierte eine Vielzahl von Hip-Hop-Alben wie Money Trees von Kendrick Lamar und Big Seans I Don't Fuck With You.
Regie führte Peter Nicks, der neben Bowers, Ryan Coogler, Sean Havey und Chris L. Jenkins auch als einer der Produzenten fungierte.

### Montage zu Beginn des Films
Anthem beginnt mit einer Reihe von Archivszenen aus der Geschichte der Vereinigten Staaten, so die Rede von John F. Kennedy im Jahr 1961, in der er sich für die Raumfahrt einsetzte, bis hin zu Barack Obama, der über die Notwendigkeit von Meinungsverschiedenheiten sprach. Auch Aufnahmen von Mitgliedern des Ku-Klux-Klans, die die US-amerikanische Flagge schwenken, vom Black-Power-Protest bei den Olympischen Spielen 1968, des Kniefalls von Colin Kaepernick auf einem Footballfeld und des Sturms auf das Kapitol am 6. Januar 2021 werden in dieser Montage verwendet.

### Filmmusik und Veröffentlichung
Bowers komponierte auch die Filmmusik. Am 28. Juni 2023 veröffentlichte Hollywood Records den Song We Are America, den Bowers gemeinsam mit Ruby Amanfu, Charity Bowden, Dahi, Joy Harjo und Cecilia Peña-Govea schrieb, als Download.
Die Rechte am Film erwarb Onyx Collective, die den Film seit 28. Juni 2023 bei Hulu zeigen. Die Premiere von Anthem erfolgte am 11. Juni 2023 beim Tribeca Film Festival.